# Exposición Internacional de la Amistad

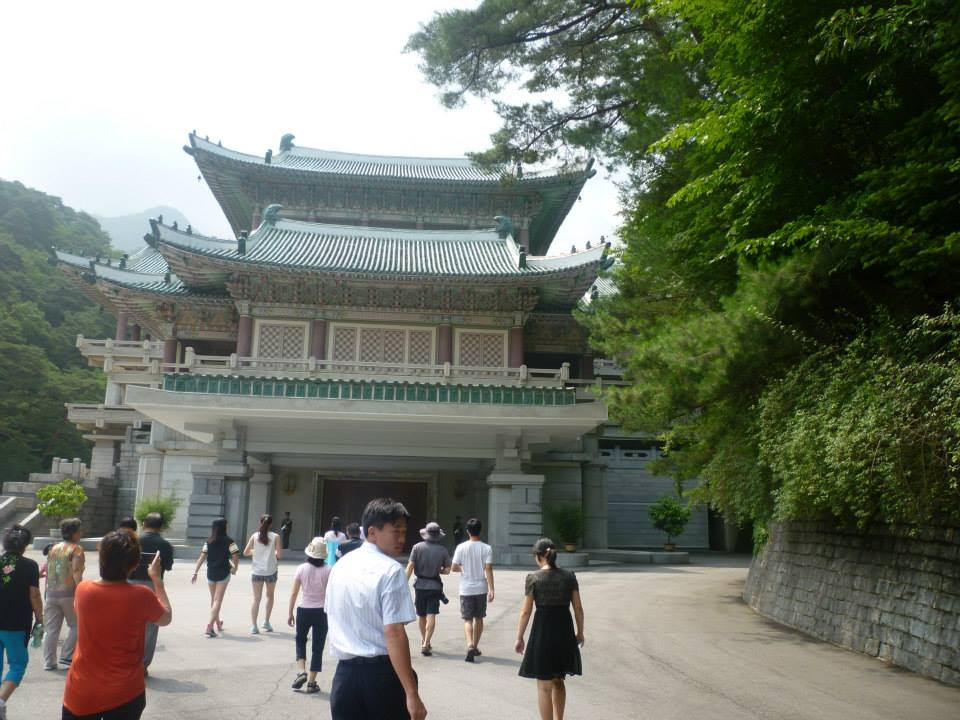
Entrada al museo, en 2014.

La Exposición Internacional de la Amistad (국제친선전람관 en coreano) es un gran museo ubicado al oeste de Pionyang. Antiguamente, se encontraba localizado en Myohyangsan, en la provincia de Pyongan del Norte. A través de diversos salones presenta la colección del mismo conformado por regalos de diversos mandatarios extranjeros a los antiguos líderes del país, Kim Il-sung y Kim Jong-il. El protocolo de entregar regalos está arraigado en la cultura coreana.
El edificio fue construido de acuerdo al estilo tradicional coreano, e inaugurado el 26 de agosto de 1978. Consiste de 150 salones, que ocupan un total de 28 000 y 70 000 metros cuadrados. Si bien el edificio ofrece la impresión exterior de que tiene ventanas, no posee ninguna. Según la versión oficial, Kim Jong-il construyó el museo en tres días; sin embargo, la construcción del actual museo demoró un año. Actualmente, se estima que el número de regalos exhibidos varía entre 60 000 y 220 000.  Durante todo el recorrido, se debe circular descalzo y se pide a los visitantes inclinarse ante los retratos de los Kim.
En el entorno del antiguo emplazamiento del museo, se encuentran las montañas Myohyang-san, cerca del templo Pohyon, y fue el tema de un poema de Kim Il-sung, que tiempo después de escribirlo, cantó desde el balcón de la Exposición Internacional de la Amistad el 15 de octubre de 1979.

En el balcón veo la más

gloriosa escena en el mundo...
La exposición que se encuentra aquí,
entre aleros verdes intermitentes, exaltándose
la dignidad de la nación,

y el pico Piro que se ve aún más alto.

El museo es utilizado con fines propagandísticos, para dar la impresión de que Corea del Norte tiene apoyo internacional. A los visitantes del museo se les informa que el número de regalos constituyen "una prueba del amor infinito y del respeto hacia el Gran Líder (Kim Il-sung)". Sin embargo, los visitantes norcoreanos no dan cuenta que el intercambio ceremonial de regalos es parte del protocolo diplomático, como describe Helen Louise Hunter quien afirma estar "impresionado por las explicaciones egoístas que les ofrecen". Otro autor, Byoung-lo Philo Kim, afirma que toda la exposición está "dirigido a convencer a los visitantes norcoreanos que sus líderes son universalmente admirados".

## Colección
La mayoría de los regalos provienen de naciones comunistas o de ideologías cercanas. Entre éstos se incluyen:
- La cabeza de un oso del antiguo líder rumano, Nicolae Ceauşescu.
- Un jinete de metal y un ornamentado juego de ajedrez del antiguo líder libio, Muamar el Gadafi.
- Una maleta de piel de cocodrilo del líder Cubano, Fidel Castro.
- Una espada de plata con incrustaciones de gemas y una mezquita a escala en nácar, obsequiado por antiguo líder palestino Yasir Arafat.
- Un antiguo gramófono del primer ministro chino, Zhou Enlai y un tren blindado obsequiado por Mao Zedong (salas del museo enteras son dedicados a los regalos chinos).
- Un león de marfil de Tanzania, una pitillera de oro de Yugoslavia, un tanque de bronce soviético de la República Democrática Alemana, palillos de plata de Mongolia.
- Una pelota de básquetbol autografiada por Michael Jordan, obsequiada por la ex Secretaria de Estado de los Estados Unidos, Madeleine Albright.[12]
- Una limusina blindada del antiguo líder soviético, José Stalin.[6]
- Una copia en VHS de Space Jam.[13]
- Una copia del álbum de Bjork, Volta.[14]
- Una copia del álbum de 1994 de Bootsy Collins, Back in the Day: The Best of Bootsy.[15]